# William Link
William Theodore Link (Filadelfia, 15 de diciembre de 1933 - Los Ángeles, 27 de diciembre de 2020) fue un guionista y productor de cine y televisión estadounidense que solía trabajar en colaboración con Richard Levinson.

## Biografía

### Primeros años
William Link, nacido en Filadelfia, Pensilvania, era hijo de Elsie (de soltera Roerecke) y William Theodore Link, un corredor de textiles. Su madre tenía herencia hugonote y alemana. Link descubrió más tarde que sus abuelos eran judíos. Amy, la sobrina de Link, examinó una maleta que William Theodore le había dejado a su hijo, que habían guardado en su ático. Lo abrió en 2011 y resultó contener investigaciones genealógicas y pruebas realizadas por William Theodore durante la Segunda Guerra Mundial. Amy había descubierto que los abuelos paternos de Link eran judíos. Link obtuvo un título de la Escuela de negocios Wharton perteneciente a la Universidad de Pensilvania antes de servir en el ejército de los Estados Unidos de 1956 a 1958.

### Asociación Levinson
William Link y Richard Levinson se conocieron en su primer día de escuela secundaria. Cada uno había disfrutado haciendo trucos de magia y otros estudiantes repetidamente les mencionaron que deberían conocerse. Comenzaron a escribir juntos poco después. En la escuela secundaria, crearon guiones de radio. Mientras estudiaban en la Universidad de Pensilvania, escribieron críticas cinematográficas para los periódicos universitarios. Algunas de sus historias cortas se publicaron en Playboy.
Vendieron su primer cuento, "Silba mientras trabajas", a Ellery Queen Mystery Magazine, que lo publicó en el número de noviembre de 1954. En 1959, su obra Chain of Command fue producida por Westinghouse Desilu Playhouse. A esto le siguió el guion de Alfred Hitchcock Presents (Day of Reckoning, fecha de emisión original 22 de noviembre de 1962, basada en una novela de John Garde), Dr. Kildare y The Fugitive. Cocrearon y a veces produjeron series de televisión como Mannix en 1968, Columbo en 1969, Ellery Queen y Murder, She Wrote (cocreado con Peter S. Fischer). El personaje de Columbo fue presentado por primera vez por Link y Levinson en un episodio de 1960 de The Chevy Mystery Show. Para el personaje de Jessica Fletcher que crearon en 1983 cuando CBS los contactó para crear un nuevo programa de televisión de misterio, encontraron inspiración en una mezcla de Agatha Christie y su personaje de Miss Marple. Al principio, querían a Jean Stapleton para el papel, pero ella terminó rechazando la oferta. 
Colaboraron en varias películas hechas para televisión, entre ellas The Gun, My Sweet Charlie, That Certain Summer, The Judge y Jake Wyler, Guilty Conscience, The Execution of Private Slovik, Charlie Cobb: A Nice Night for a Hanging y Blacke's Magia la última, protagonizada por Hal Linden y Harry Morgan, también se convirtió en una serie de televisión de corta duración. Los socios colaboraron, además, en dos largometrajes: The Hindenburg (1975) y Rollercoaster (1977). Levinson y Link ocasionalmente usaron el seudónimo "Ted Leighton", sobre todo en la película para televisión Ellery Queen: Don't Look Behind You (1971), donde su trabajo fue reescrito sustancialmente por otras manos, y en Columbo cuando se les ocurrieron historias para ser guionados por sus colaboradores.
Coescribieron el espectáculo de magia del musical de Broadway Merlin protagonizado por Doug Henning y coescribieron la película The Execution of Private Slovik.

### Después de la década de 1990
Tras la repentina muerte de Levinson en 1987, Link continuó su carrera como escritor y productor en muchos medios. En 1991, en homenaje a Levinson, escribió el guion de la película para televisión de 1991 The Boys, protagonizada por James Woods y John Lithgow. Fue un colaborador frecuente de publicaciones de ficción y misterio como Mystery Magazine de Ellery Queen y Mystery Magazine de Alfred Hitchcock. Su trabajo televisivo posterior a Levinson incluye The Cosby Mysteries (1994-1995), protagonizada por Bill Cosby. Link también fue consultor ejecutivo de historias en la breve serie de ciencia ficción / detectives Probe en 1988.
En 2010, la editorial especializada en misterio, Crippen & Landru, lanzó The Columbo Collection, un libro que presenta una docena de cuentos originales sobre el teniente Columbo, todos escritos por Link.
Link murió de insuficiencia cardíaca en Los Ángeles el 27 de diciembre de 2020, a los ochenta y siete años.

## Publicaciones
- William Link (19 de enero de 2010). The Columbo Collection by William Link. Crippen & Landru Publishers.

## Premios
Todos los siguientes premios fueron ganados conjuntamente por Link y Levinson:
- 1970: Premio Emmy por My Sweet Charlie.
- 1979: Premio Edgar de Mystery Writers of America por Ellery Queen y Columbo.
- Década de 1980: Ganadores en tres ocasiones del premio Edgar a la mejor película televisiva o MiniSeries Teleplay.
- 1989: Premio Ellery Queen de WA para equipos destacados de escritores de misterio.
- 1995: Elegido al Salón de la Fama de la Academia de Televisión.

Otros reconocimientos:
- 2002: Nombrado presidente de Mystery Writers of America (uno de los pocos escritores de televisión en lograr este honor).[8]

## Epónimos
El Teatro William Link en el campus de la Universidad Estatal de California en Long Beach, lleva el nombre de Link en honor a su trabajo y donación de obras.